# Rosa Krebs-Thulin
Rosa Krebs-Thulin (* 24. Juni 1926 in Wattenwil; † 30. April 2025; auch Rosa Thulin-Krebs) war eine Schweizer bildende Künstlerin. Ihr Werk umfasst Batik-, Berg- und Landschaftsbilder, Zeichnungen, Collagen, Holzschnitte, Lithografien, Radierungen, Kupferstiche und Plastiken.

## Werk
Rosa Krebs-Thulin studierte Agronomie und widmete sich später in Schweden ganz dem Weben von Textilien. Zudem war sie als Sozialfürsorgerin in der Flüchtlingshilfe tätig.
Rosa Krebs-Thulin lernte 1959 Künstlerin Nell Walden kennen und war seit 1963 selbst als bildende Künstlerin tätig. Als Anerkennung für ihre Arbeiten erhielt sie 1975 von der Academie de Lutèce für «Composition, Recherches, Collages» im Rahmen des 6ème Grand Councours International in Paris einen ersten Preis und eine Goldmedaille zuerkannt.
1980 war Rosa Krebs-Thulin Präsidentin der Sektion Bern der GSMBA und wurde an der Delegiertenversammlung der GSMBA in den Zentralvorstand gewählt. 1986 trat sie aus diesem zurück und wurde bei der GSMBA zum Ehrenmitglied gewählt, der späteren Visarte. Zudem war sie Ehrenmitglied der Gilde Schweizer Bergmaler und der Stadt Reutlingen.